# Американська психіатрична асоціація
American Psychiatric Association   (APA; Американська психіатрична асоціація, скор. АПА) — найбільш авторитетне професійне об'єднання психіатрів зі США та інших країн світу, всього близько 38 тис. членів. Кандидат у члени АПА повинен мати діючу ліцензію на медичну практику (за винятком студентів і громадян США), а також надати рекомендацію одного дійсного члена АПА. Обов'язковою умовою вступу є проходження додаткової освітньої програми з психіатрії, акредитованої однією з наступних організацій: «Residency Review Committee for Psychiatry of the Accreditation Council for Graduate Medical Education» (ACGME), «Royal College of Physicians and Surgeons of Canada» (RCPS(C)) або «American Osteopathic Association» (AOA).
Існує також Американська психологічна асоціація (англ. American Psychological Association), що використовує те ж саме скорочення АПА (APA).

## Історія організації
У 1844 році засновано «Союз директорів психіатричних клінік», у 1891 році він був перейменований в «Американська Медико-психологічна Асоціація». З 1921 року - сучасна назва.
У 1844 році також виходить перший номер журналу «Американський журнал божевілля» («American Journal of Insanity»), пізніше перейменований в «Американський журнал психіатрії» («American Journal of Psychiatry»).
У 1845 році АПА запросила до свого складу канадських психіатрів. У 1953 році до складу АПА увійшли представники з Мексики, Центральної Америки і Карибських островів.
У 1928 році почався випуск видання «Діагностичний і статистичний посібник з психічних розладів» («Diagnostic and Statistical Manual of mental disorders», «DSM»).
5 травня 1941 року щорічний з'їзд АПА виніс постанову про утворення постійного «Комітету з історії психіатрії». У 1970 році комітет було перейменовано в «Комісію з історії». У 1978 році комісія змінила назву на «Комітет з історії, бібліотек і музеїв».
У 1946 році активістами АПА утворена «Група розвитку психіатрії»(«Advancement of Psychiatry», GAP). Багато з цих активістів були психіатрами, що повернулися з Другої світової війни та наполягали на нових напрямках розвитку АПА.
У 1949 році АПА спонсорувала перше скликання «Товариства психіатричних клінік» («Mental Hospital Institute»), що стало щорічним і відомим пізніше як «Асоціація клінічної та громадської психіатрії»(«Institute on Hospital and Community Psychiatry»).
У 1973 році АПА виключила гомосексуальність з другого видання довідника DSM-II. З тих пір одностатевий потяг у США не кваліфікується як психічний розлад.

## Цілі та завдання організації
Згідно офіційного сайту асоціації [Архівовано 16 серпня 2015 у Wayback Machine.] вона переслідує такі цілі:
- Найкращі стандарти клінічної практики;
- Найвищі етичні стандарти професійної поведінки;
- Профілактика, догляд та чуйність до пацієнтів, а також співчуття їхнім родинам;
- Вибір методу лікування в інтересах пацієнта;
- Науково обгрунтовані принципи лікування;
- Захист пацієнтів;
- Лідерство;
- Професійне навчання протягом усього життя;
- Колегіальна підтримка;
- Повагу різнобічних точок зору і плюралізм всередині психіатрії та асоціації;
- Повагу до інших медиків-професіоналів.

Існування асоціації покликане вирішувати такі завдання:
- Просувати догляд вищої якості для осіб з психічними розладами і для їх сімей (включно із затримкою розумового розвитку і розладами, пов'язані з вживанням наркотичних речовин);
- Просувати психіатричну освіту та дослідження;
- Розвивати і представляти психіатрію як професійну діяльність;
- Служити професійним цілям своїх членів.

## Основні напрямки діяльності
Регулярно організовує медичні конгреси, видає журнал «The American Journal of Psychiatry». Веде розробку «Довідника з діагностики і статистики психічних розладів».
Має кілька підрозділів, що підтримують психіатрію як професійну діяльність, а також займаються питаннями догляду за пацієнтами:
- APIRE [Архівовано 24 травня 2010 у Wayback Machine.] (англ.) (Американський психіатричний інститут з досліджень та освіти) - заснований в 1988 році, веде основні наукові розробки по психіатрії;
- Американський психіатричний фонд - благодійна й освітня філія АПА, націлений на питання інформування населення про серйозність психічних захворювань і можливості їх лікування;
- APPI [Архівовано 7 січня 2020 у Wayback Machine.] (англ.) (Видавництво американської психіатрії) - публікує книги, журнали і мультимедійні матеріали по психіатрії, психічному здоров'ю та вивчення поведінки людини (біхевіоризму);
- APAPAC (Комітет політичних дій АПА) - політичний засіб членів АПА для підтримки кандидатів до конгресу, стурбованих питаннями психічного здоров'я населення.